# Плаващи облаци (филм, 1996)
Вижте пояснителната страница за други значения на Плаващи облаци.
„Плаващи облаци“ (на фински: Kauas pilvet karkaavat) е финландски филм от 1996 година, трагикомедия на режисьора Аки Каурисмеки по негов собствен сценарий.
В центъра на сюжета е двойка на средна възраст, които губят работата си по време на финландската депресията от началото на 90-те години на XX век и след поредица опити за адаптиране откриват малък ресторант. Главните роли се изпълняват от Кати Оутинен, Кари Вяянянен, Елина Сало, Сакари Куосманен.
„Плаващи облаци“ е номиниран за наградата „Златна палма“. Филмът е първият от трилогия на Каурисмеки, включваща още „Мъжът без минало“ и „Светлини в здрача“.